# Padina (Wojwodina)
Padina (cyr. Падина) – wieś w Serbii, w Wojwodinie, w okręgu południowobanackim, w gminie Kovačica. W 2011 roku liczyła 5531 mieszkańców.